# Hallgrímur Sveinsson
Hallgrímur Sveinsson, född 5 april 1841 i Blöndudalshólar,  död 16 december 1909, var en isländsk biskop.
Hallgrímur Sveinsson dimitterades från Reykjavik skola 1863, tog teologisk ämbetsexamen vid Köpenhamns universitet 1870 och blev 1871 domkyrkopräst i Reykjavik. Åren 1889–1908 var han biskop över Island. Han var kungavald medlem av alltinget 1885–1886 samt från 1893. Han publicerade en predikan (1878), några mindre meddelanden i "Kirkjutíðindi" samt i "Andvari" XX (1895) en biografi över Hilmar Finsen.